# WDR Event
WDR Event est une station de radio allemande régionale, appartenant au groupe Westdeutscher Rundfunk (WDR). Elle diffuse un programme à l'occasion de grands événements.
WDR Event propose des événements sportifs ainsi que des émissions de débats au Bundestag et des événements culturels en direct et dans toutes leurs durées. Dans la soirée, on peut entendre de grands reportages sur le football comme la Bundesligakonferenz (de) ou des débats lors des séances parlementaires au Bundestag.

## Identité visuelle

Logo de WDR Event du 3 mars 2006 à septembre 2012
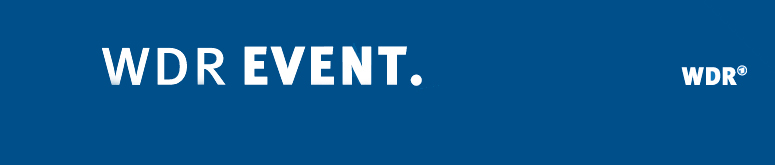
Logo de WDR Event de septembre 2012 à 2016
Logo de WDR Event depuis 2016

### Source de la traduction
- (de) Cet article est partiellement ou en totalité issu de l’article de Wikipédia en allemand intitulé « WDR Event » (voir la liste des auteurs).